# 賓利男孩
賓利男孩（英語：Bentley Boys），是1920年代英國一群熱愛賓利汽車的富家子弟的統稱。他們愛好汽車運動，於1927至1930年間，連續奪得4屆勒芒24小時耐力賽的冠軍。

## 成員
- 伍爾夫·巴納特（英语：Woolf Barnato），暱稱「巴比」（Babe），南非鑽石大王巴尼·巴納特（英语：Barney Barnato）的承繼人。
- 达德利·本加菲尔德（英语：Dudley Benjafield），倫敦大學畢業的醫生，英國賽車手俱樂部（英语：British Racing Drivers' Club）的創辦人。
- 蒂姆·柏金（英语：Tim Birkin），全名亨利·拉爾夫·斯坦利·“蒂姆”·柏金爵士，第三代從男爵，第一次世界大戰效力英國皇家飛行隊，司職中尉。
- 薩米·戴維斯（英语：S. C. H. "Sammy" Davis），茶商之子，先後畢業於西敏公學及倫敦大學學院，曾任職《Autocar》雜誌編輯。
- 伯納德·魯賓（英语：Bernard Rubin），澳洲珍珠業巨頭的兒子。
- 格倫·基茲頓（英语：Glen Kidston），可能是賓利男孩中最富有的成員，其曾祖父A.G.基茲頓是蘇格蘭律師、會計師，亦擁有克莱兹戴尔银行及克萊德航運公司（英语：Clyde Shipping Company）的股份。前英國首相安德魯·博納·勞是他的表親。

## 外部連結
- 百年灵宾利巴纳托计时腕表 （页面存档备份，存于）
- 向傳奇賓利男孩致敬，BENTLEY推出Mulsanne Tim Birkin限量特仕車 （页面存档备份，存于）
- Old Bentley Boys magic lingers on （页面存档备份，存于）（英文）